# Duguetia furfuracea
Duguetia furfuracea là loài thực vật có hoa thuộc họ Na. Loài này được (A.St.-Hil.) Saff. mô tả khoa học đầu tiên năm 1914.